# Mandina Manjaque
Mandina Manjaque est un village du Sénégal situé en Basse-Casamance. Il fait partie de la communauté rurale de Niaguis, dans l'arrondissement de Niaguis, le département de Ziguinchor et la région de Ziguinchor.